# ジョン・レイドロー・アトキンソン
ジョン・レイドロー・アトキンソン（John Laidlaw Atkinson、1842年8月12日 - 1908年2月17日）は、アメリカン・ボードの宣教師である。

## 生涯
イギリスに生まれるが、幼少期に父親を亡くす。父親の死後、叔父を頼って、アメリカ合衆国に移住し、アイオワ州に住む。シカゴ神学校を卒業する。その時、後にアメリカン・ボードで共に働いた、D・C・グリーンとJ・D・デイヴィスが同級生だった。
1873年に来日する。神戸に兵庫教会を設立。神戸教会の牧師として活躍する。神戸在住の時、松村介石の聖書の手ほどきをする。
高知、岡山、今治、松山などに巡回伝道をする。また、仏教や日本文化に興味を持ち、雑誌「旭光」を刊行し、編集を行う。1908年神戸で死去する。